# Sowilo
| Sowilo           | Sowilo          | Sowilo          | Sowilo         | Sowilo         | Sowilo         | Sowilo         |
| Nome             | Proto-germanico | Proto-germanico | Antico inglese | Antico inglese | Norreno        | Norreno        |
| ---------------- | --------------- | --------------- | -------------- | -------------- | -------------- | -------------- |
| Nome             | *Sōwilō         | *Sōwilō         | Siȝel          | Siȝel          | Sol            | Sol            |
| Significato      | sole            | sole            | sole           | sole           | sole           | sole           |
| Forma            | Fuþark antico   | Fuþark antico   | Fuþorc         | Fuþorc         | Fuþark recente | Fuþark recente |
| Forma            |                 |                 |                |                |                |                |
| Unicode          | ᛊ U+16CA        | ᛊ U+16CA        | ᛋ U+16CB       | ᛋ U+16CB       | ᛌ U+16CC       | ᛌ U+16CC       |
| Traslitterazione | s               | s               | s              | s              | s              | s              |
| Trascrizione     | s               | s               | s              | s              | s              | s              |
| IPA              | [s]             | [s]             | [s], [z]       | [s], [z]       | [s], [z]       | [s], [z]       |
| Ordine alfab.    | 16              | 16              | 16             | 16             | 11             | 11             |

*Sôwilô o *Saewelô (in italiano "sole") è il nome proto-germanico ricostruito della runa del Fuþark antico s (carattere Unicode della versione a tre tratti ᛊ). Tale runa si ritrova anche nel Fuþorc anglosassone e frisone con il nome di Siȝel (Unicode ᛋ) e nel fuþark recente con il nome di Sol (Unicode ᛌ, la versione ad un solo tratto); il nome della corrispondente lettera dell'alfabeto gotico (, 𐍃) è sauil.

## Nome
Le parole germaniche per "sole" hanno la peculiarità di alternare i temi -l- e -n-, a seconda della loro discendenza dal proto-germanico *sunnon (antico inglese sunne, norreno, antico sassone ed alto tedesco antico sunna) o dal proto-germanico *sôwilô/*saewelô (norreno sól, gotico sauil, forme dell'alto tedesco antico come suhil).
Ciò deriva dall'alternanza nel proto-indoeuropeo dei due temi *suwen- e *sewol- (avestico xweng da una parte, latino sōl, greco helios, sanscrito sūrya, gallese haul, bretone heol, antico irlandese suil "occhio" dall'altra), rimanenza di un arcaico tipo di declinazione che resta solo nelle lingue anatoliche.
Il nome antico inglese della runa, scritto sigel o siȝel (pronunciato /ˈsɪ jel/), è assai spesso spiegato come tutto ciò che resta di un'altra variante con tema -l- della parola "sole", ma sono state proposte spiegazioni alternative.
'

## Varianti della runa

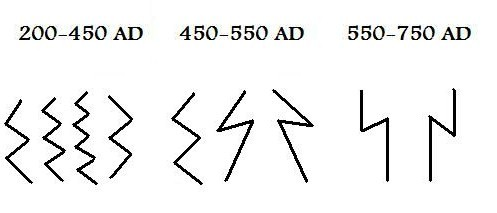
L'evoluzione della runa nel Fuþark antico durante i secoli

La sowilo del Fuþark antico è attestata in due varianti, una forma a Σ (con quattro tratti), più prevalente nelle iscrizioni più antiche (III-V secolo, come la pietra runica di Kylver), ed una forma a S (con tre tratti), più prevalente nelle iscrizioni più tarde (V-VII secolo, come i corni d'oro di Gallehus e il bratteato Seeland-II-C).
Anche il nome della lettera fenicia šin, da cui è derivata la lettera s dell'alfabeto etrusco, deriva da quello del sole, "Šamaš", ed è basata sul geroglifico egizio dell'ureo.
Le rune sol e sigel sono identiche nella forma, una versione ruotata della sowilo tarda, con il tratto centrale crescente e gli altri due verticali. Il nome sigel/siȝel è fonologicamente /siːjel/ (da *sæwel), con la yogh solamente ortografica.
Il Fuþorc sviluppò anche una variante della sigel (, ᚴ) ispirata probabilmente alla s lunga (ſ) della scrittura insulare; questa variante viene utilizzata nell'alfabeto scritto sullo scramasax di Beagnoth.

## Poemi runici
La sowilo viene nominata in tutti e tre i poemi runici:
| Poema runico: | Traduzione: |
| Antico norvegese ᛋ Sól er landa ljóme; lúti ek helgum dóme.                                                                    | Il sole è la luce del mondo; mi inchino al decreto divino.                                                                                               |
| Antico islandese ᛋ Sól er skýja skjöldr ok skínandi röðull ok ísa aldrtregi. rota siklingr.                                    | Il sole è lo scudo delle nuvole ed un raggio scintillante e il distruttore del ghiaccio.                                                                 |
| Antico inglese ᛋ Sigel semannum symble biþ on hihte, ðonne hi hine feriaþ ofer fisces beþ, oþ hi brimhengest bringeþ to lande. | Il sole è sempre una gioia nelle speranze dei naviganti quando viaggiano sopra il bagno dei pesci, finché la corrente delle profondità li porta a terra. |

## Usi recenti

La sig come venne usata nel misticismo nazista

La forma della sigel/sol ispirò molto liberamente quella della runa sig dell'Armanen Fuþark di Guido von List, cambiando così il concetto associato ad essa da "sole" a "vittoria" (tedesco Sieg) e stabilendo un ordine delle rune tale che alla sig seguisse la tyr (suggerendo così un riferimento a Sigtýr, ovvero Odino).
Le rune di List furono in seguito adottate e modificate da Karl Maria Wiligut, uno dei promotori del loro uso occulto da parte del Partito Nazista: la sig fu dunque ampiamente utilizzata nella letteratura e nella propaganda del Terzo Reich, ad esempio sulle insegne della Schutzstaffel (il responsabile di tale adozione fu Walter Heck).
La runa sowilo è anche comunemente usata nel neopaganesimo germanico, spesso senza implicazioni politiche.